# اللغة الزدجالية
اللغة الزدجالية (وتسمى أيضا الجدغالية) هي لغة آرية يتحدث بها الزدجاليون ، وهم مجموعة لغوية  من عرقية البلوش في باكستان وإيران ويتحدث بها أيضًا بضع مئات في عمان . إنها واحدة من اللغتين الهندو آريتين الوحيدتين الموجودتين في الهضبة الإيرانية .  تعتبر اللغة الزدجالية عند علماء اللغة بإنها لهجة من اللغة السندية الأكثر ارتباطًا باللهجة اللاسية.  
يعيش اغلب المتحدثين باللغة الزدجالية في باكستان، حيث قدرت تقديرات عام 2004 عددهم بـ 15,600 نسمة،  وفي إيران، حيث وصل عددهم إلى 25,000 نسمة على الأقل وفقًا لتقديرات عام 2008.  هناك أيضًا مجتمعات من الزدجال مهاجرة في عمان والإمارات العربية المتحدة ، حيث يُعرف الزدجاليون باسم الزيغالي / az-zighālī أو az-zijālī . 
مصطلح الزدجال هو من أصل بلوشي ، لكن يستخدمه في الوقت الحاضر أفراد الزدجاليون أنفسهم، إلى جانب اسمهم المحلي السابق (نومار) ، وهو مصدر الأسماء اللغوية نومامري ونومامريكي . 
اللغة الزدجالية غير موثق بشكل كاف. وفقًا لإمينيو ، من المحتمل أن تكون مصدر التأثيرات الهندية الآرية المبكرة على البلوش، وبالتالي يمكن أن تساعد دراسات اللغة في تقديم نظرة ثاقبة للتاريخ اللغوي للمنطقة. 